# Microsoft Security Essentials
Microsoft Security Essentials (MSE) — бесплатный пакет антивирусных приложений от компании Microsoft, предназначенный для борьбы с различными вирусами, шпионскими программами, руткитами и троянскими программами. Данное программное обеспечение работает только на компьютерах, где установлена копия Windows Vista, Windows 7, прошедшая валидацию. Антивирус Microsoft Security Essentials пришёл на замену Windows Live OneCare (коммерческая антивирусная программа от Microsoft).
В отличие от Microsoft Forefront, который ориентирован для обеспечения безопасности бизнес-продуктов, Microsoft Security Essentials предназначен для домашнего использования. Кроме того, лицензия позволяет бесплатно использовать MSE не только на домашних компьютерах, но и для малого бизнеса. С октября 2010 года компании могут устанавливать до 10 копий антивируса MSE на свои компьютеры бесплатно.
Microsoft Security Essentials получил много положительных отзывов после своего релиза. В июне 2011 года он был самым популярным антивирусным продуктом в Северной Америке и входил в четвёрку самых популярных антивирусных решений в мире.
- Операционная система: Windows Vista с пакетом обновления 1 и выше.
- Процессор с тактовой частотой не меньше 1 ГГц
- ОЗУ объёмом не менее 1 ГБ.
- VGA-дисплей с разрешением не менее 800 × 600.
- 200 МБ доступного места на жёстком диске.
- Для установки Microsoft Security Essentials и скачивания последних сигнатур вирусов и программ-шпионов необходимо подключение к Интернету.

Браузер: Internet Explorer 6.0 или более поздней версии или Mozilla Firefox 2.0 или более поздней версии.

## История
23 июня 2009 года была выпущена ограниченная публичная бета-версия продукта, доступная для скачивания только первым 75 000 пользователям из США, Израиля и Бразилии. Релиз финальной версии состоялся 29 сентября 2009 года (утром по тихоокеанскому времени). Она была представлена на 19 рынках и доступна на 8 языках. Однако в первый день (29 сентября) из-за технической ошибки пользователи из России не могли скачать и зарегистрировать антивирус. С 16 декабря 2009 года доступна официальная версия для России.
19 июля 2010 года Microsoft выпустила Microsoft Security Essentials technical preview 2.0.
16 декабря 2010 года вышла официальная вторая версия антивируса, включающая в себя следующие изменения:
- Интеграция с Windows Firewall — в ходе установки Microsoft Security Essentials теперь спрашивает, требуется ли отключить сетевой экран Windows или нет.
- Улучшенная защита от интернет-угроз — MSE теперь интегрирован с Internet Explorer в целях обеспечения защиты от сетевых угроз.
- Новый механизм защиты — обновлённый механизм антивирусной защиты обладает улучшенной системой определения сигнатур, новыми возможностями очистки системы от вредоносного ПО, а также предлагает улучшенную производительность.
- Система мониторинга сети — защита от сетевых эксплойтов.

C окончанием 8 апреля 2014 года поддержки Windows XP новые версии MSE на ней больше не работают.
С началом 2024 года Microsoft прекратила поддержку MSE, а на официальном сайте компании всем пользователям предлагается перейти на Windows 10 и программу Защитник Windows.

## Функциональность
Функциональность продукта во многом схожа со стандартным Windows Defender, входящим в комплект поставки всех существующих теперь вариантов Windows, но во время инсталляции MSE предшественник, Windows Defender, будет отключён. MSE не включён в состав ОС Windows 7.
Microsoft Security Essentials автоматически проверяет и загружает наличие обновлений вирусных определений, которые публикуются три раза в день в Microsoft Update. Кроме того, пользователи могут скачать обновления вручную из Microsoft Security Portal.
Используя настройки по умолчанию, архивированные файлы распаковываются, затем сканируются. Загрузка файлов и электронная почта с вложениями также проверяются. Служба динамической подписи (Dynamic Signature Service) пытается лучше определить вредоносные файлы путём проверки обновлений, если приложения ведут себя подозрительно. Прежде чем принять решение по отношению к подозрительному объекту, Microsoft Security Essentials предлагает подсказку для ввода данных пользователю. Если ответ не последует в течение 10 минут, то подозреваемая вредоносная программа обрабатывается согласно правилам по умолчанию. Точки восстановления системы создаются перед удалением вредоносного кода. По умолчанию MSE осуществляет запланированную проверку системы и производит сканирование системы каждое воскресенье в 14:00, но только в то время, когда компьютер находится в режиме ожидания.
Microsoft Security Essentials включает защиту в реальном времени. Является экономной по отношению к оперативной памяти, за сутки использования потребляет не более 4 МБ.
Microsoft Security Essentials является набором продуктов обеспечения безопасности для потребителей, в нём не хватает возможности централизованного управления, которая присутствует в Microsoft Forefront Client Security. MSE включает в себя абсолютно тот же движок защиты против Вредоносных программ (Microsoft Malware Protection Engine, сокр. MSMPENG) и вирусов, который используют и все другие продукты компании Microsoft для защиты десктопных компьютеров против малвари, включая Forefront Client Security, Windows Live OneCare и Windows Defender. MSE не требует регистрации или ввода личной информации, отключает Windows Defender, так как также обеспечивает защиту от шпионского и рекламного ПО.

## Лицензия

Уведомление Microsoft Security Essentials о том, что операционная система не является лицензионной копией.

Лицензионное соглашение Microsoft Security Essentials позволяет домашним пользователям загружать, устанавливать и использовать антивирус на неограниченном количестве компьютеров, при условии, что на каждом компьютере будет установлена подлинная копия Microsoft Windows. Малые предприятия также имеют право устанавливать Microsoft Security Essentials для бесплатного использования, но только на 10 компьютерах. Однако, лицензионное соглашение отрицает использование антивируса в учебных заведениях, предприятиях и правительственных органах. Лицензия запрещает пользователям производить реверс-инжиниринг, взлом, декомпиляцию и дизассемблирование Microsoft Security Essentials или публиковать, а также раскрывать результаты тестирования и любые другие оценочные испытания программного продукта третьим лицам без предварительного письменного согласия с корпорацией Microsoft.
Microsoft Security Essentials постоянно проверяет валидность операционной системы во время и после установки. Если операционная система не будет распознана как подлинная, то антивирус будет уведомлять пользователя об этом, а затем перестанет функционировать, после определённого периода времени.

## Позиционирование
19 ноября 2008 года, после того, как Microsoft публично объявила о Microsoft Security Essentials под кодовым названием Morro, акции компаний Symantec и McAfee резко упали на 9,44 % и 6,62 %, соответственно. Эми Барздукас (старший директор по управлению продуктами в Online Services и Windows Division в Microsoft), объявила о том, что Microsoft Security Essentials не будет напрямую конкурировать с другим платным антивирусным ПО, скорее всего, Microsoft позиционирует этот продукт как «антивирус для 50—60 % пользователей, которые не захотели платить за установку коммерческого антивируса».
Symantec, McAfee и Kaspersky Lab не признали в Microsoft Security Essentials конкурента, утверждая, что антивирус от Microsoft не так хорош, как их собственные. Том Поулидж из компании Symantec сказал, что OneCare предлагает неполноценную защиту, а также рассчитан на пользователей, у которых мало опыта, подразумевая, что и Microsoft Security Essentials будет таким же. Джорис Эверс, директор по связям с мировой общественностью из компании McAfee, заявил: «С долей рынка OneCare менее, чем 2 %, мы прекрасно понимаем решение компании Microsoft переключить своё внимание на свою основную деятельность». Джастин Пристли из Kaspersky Lab заявил: «Microsoft продолжает удерживать низкую рыночную долю на потребительском рынке, поэтому мы не ожидаем после выхода продукта резкого изменения на игровом поле».
AVG Technologies отнеслась к продукту Microsoft положительно. Представитель компании AVG заявил, что их фирма рассматривает это как позитивный шаг и верит в право на бесплатное антивирусное ПО в течение последних 8 лет. Тем не менее, AVG подняла проблему о распространении ПО и сказала, что Microsoft придётся сделать намного больше, чем просто сделать продукт доступным и бесплатным.
AVG Technologies добавила, что интеграция антивируса в Microsoft Windows будет являться нарушением закона в области конкуренции. McAfee и Sophos подтвердили, что будет подан антимонопольный иск, если Microsoft будет поставлять Microsoft Security Essentials вместе с Windows.
10 июня 2009 года Microsoft объявила о том, что бета-версия Microsoft Security Essentials будет выпущена в ближайшем будущем, но не указала дату. Далее акции Microsoft выросли на 2,1 %, а акции McAfee и Symantec упали на 0,5 и 1,3 % соответственно. Дэниел Айвз, аналитик из FBR Capital Markets, сказал, что Microsoft Security Essentials будет долгосрочной конкурентной угрозой, хотя в ближайшем будущем этот скачок будет незначительным.
2 октября 2009 года фирма Avast Software выразила двойственное мнение о Microsoft Security Essentials: «MSE не является панацеей, но это также неплохое продолжение OneCare, по некоторым утверждениям».

## Некоторые обзоры и награды

Всплывающее уведомление Microsoft Security Essentials о том, что была обнаружена потенциально вредоносная программа.

Первая публичная бета-версия получила несколько положительных отзывов, ссылающихся на низкое потребление ресурсов, простой в использовании пользовательский интерфейс и бесплатность. Брайан Кребс из The Washington Post при тестировании программы обнаружил, что она использует только 4 мегабайта оперативной памяти даже во время сканирования системы. «Быстрое сканирование» занимает около 10 минут, а «полное» — около 45 минут (тест производился в Windows 7).
Обзор Ars Technica дал положительное заключение, ссылаясь на организованный интерфейс, низкий уровень использования ресурсов и на статус freeware.
Журнал PC World отметил в Microsoft Security Essentials чёткий и чисто разработанный вкладочный интерфейс пользователя. На первой вкладке указано состояние безопасности системы, другие вкладки позволяют пользователям вручную обновить базу данных, посмотреть журнал и изменить настройки программы. Однако журналисты PC World были озадачены и запутаны некоторыми параметрами антивируса. К примеру, что делать при обнаружении вредоносной программы рекомендуемыми действиями Microsoft Security Essentials, заданными по умолчанию. К рекомендуемым действиям нет никакого описания, за исключением файла справки. Также спутало то, что Microsoft Security Essentials автоматически обновляет себя в интерфейсе. Ко всему прочему, многие считают, что должны вручную обновлять антивирусные базы через вкладку «обновление».
PC Magazine отмечает маленький установочный пакет Microsoft Security Essentials (около 7 МБ, в зависимости от операционной системы), а также высокую скорость установки. С другой стороны, полная установка занимает около 110 МБ дискового пространства, плюс первое обновления заняло от 5 до 15 минут. Редактор также отметил тот факт, что Microsoft Security Essentials устанавливает Windows Update в полностью автоматический режим, который будет автоматически загружать и устанавливать обновления, хотя его можно будет выключить вручную в Панели управления Windows. Установка успешно завершилась на 12 принудительно инфицированных и заражённых машинах. Некоторые «полные» сканирования системы продолжались около часа, а «быстрые» заняли около 35 минут.
Хотя стоит заметить, что бета-версия Microsoft Security Essentials показал себя не очень хорошо при тестах в журнале PC Magazine. Окончательный финальный релиз показал себя лучше в AV-Test.org tests. По словам Нила Рубенкинга, автора PC Magazine, при проверке, которую он провёл в июне 2009 года, Microsoft Security Essentials Beta выявил 89 % вредоносных программ, 30 % кейлогеров, 67 % руткитов и только половину scareware. Защита в реальном времени обнаружила 83 % всех вредоносных программ и заблокировала большинство из них, в этом тесте MSE нашла 40 % кейлогеров и 78 % руткитов . Позднее, в октябре того же года, AV-Test.org провела серию тестов и испытаний над официальным финальным релизом программного продукта, в которых Microsoft Security Essentials поймал 98,44 % компьютерных вирусов, червей и троянских программ (545 034 штук), а также 90,95 % spyware и adware (14 222 штуки). Также были обнаружены и ликвидированы все 25 испытательных руткитов. Microsoft Security Essentials не дал ложных сигналов.
7 января 2010 года Microsoft Security Essentials выиграла в журнале PC Advisor’s награду «Best Free Software».
8 июня 2011 года журнал PC Advisor в своём обзоре перечислил антивирус Microsoft Security Essentials 2.0 в списке «Пять лучших бесплатных пакетов безопасности», который также включал в себя Avast! 6 Free Edition, Comodo Antivirus 5.4, AVG AntiVirus 2011 и BitDefender Total Security 2012 Beta.

## Лжеантивирусы
В феврале 2010 года в Интернете появился ложный пакет безопасности программного обеспечения, называющий себя «Security Essentials 2010». Невзирая на сходство названий, по своему внешнему виду эта программа совсем не была похожа на Microsoft Security Essentials. Антивирусное программное обеспечение определяло её как TrojanDownloader: Win32/Fakeinit. В ноябре 2010 года данная вредоносная программа появилась снова, на этот раз под названием «Microsoft Security Essentials 2011».
Однако самая опасная форма этих вредоносных программ появилась в октябре 2010 года. Содержащийся в ней вредоносный код был определён и обозначен как Rogue: Win32/FakePAV. Эта программа по внешнему виду была весьма похожа на Microsoft Security Essentials; она использовала сложную социальную инженерию, чтобы подавить бдительность пользователей и заставить их внедрить вредоносную программу в свои системы, под прикрытием пяти различного рода фальшивых продуктов защиты от вредоносных модулей. После внедрения эта вредоносная программа запрещала запуск и прекращала деятельность 156 программ различного рода, среди которых — редактор реестра, командная строка, Internet Explorer, Mozilla Firefox, Opera, Safari, Google Chrome и другие веб-браузеры, почтовые клиенты, клиенты мгновенных сообщений, медиапроигрыватели и некоторые развлекательные приложения.

## Ложные срабатывания
Значительный резонанс в средствах массовой информации вызвало ложное срабатывание антивируса на браузер Google Chrome, которое приводило к удалению программы с компьютеров пользователей. Эксперт по компьютерной безопасности компании nCircle Security Эндрю Стормз (англ. Andrew Storms) заявил, что срабатывание может быть неслучайно, так как браузер от Google стремительно набирает популярность и угрожает рыночной доле Microsoft Internet Explorer. Согласно данным компании Microsoft, выпустившей исправление и принёсшей извинения пользователям, проблема была обнаружена у трёх тысяч человек. Эксперт в области информационных технологий Эдриан Кингсли-Хьюс (англ. Adrian Kingsley-Hughes) заявил о том, что будущее внедрение MSE в состав Windows 8 может сделать подобные ложные срабатывания большой проблемой для значительного количества пользователей. Компания Google после случившегося выпустила специальное руководство по восстановлению работоспособности браузера, а также обновлённую версию браузера для решения проблем восстановления.

## Рыночная доля
Спустя один год после первого выпуска Microsoft Security Essentials, 29 сентября 2010 года, у него появилось более 30 миллионов пользователей.
В отчёте Security Industry Market Share Analysis, опубликованном в июне 2011 года фирмой «OPSWAT, Inc.», говорится о том, что Microsoft Security Essentials был наиболее популярным антивирусным программным продуктом в мире. Согласно отчёту, у Microsoft Security Essentials было 10,66 % от мирового рынка и 15,68 % рынка Северной Америки. В том же отчёте Microsoft находилась на первом месте в качестве антивирусного вендора в Северной Америке с 17,07 % рыночной доли, а также под четвёртым номером антивирусного программного обеспечения во всём мире.
Джон Данн из журнала PC World, который проанализировал весь отчёт, отметил, что тенденция к использованию бесплатного антивирусного программного обеспечения — что-то новое. «В конце концов, бесплатные антивирусные пакеты безопасности были вокруг в течение многих последних лет, но, как правило, рассматривались как потенциально скудное решение по сравнению с платным программным обеспечением.» Он назвал Microsoft Security Essentials, как источник влияния на пользователей ПК принять бесплатное антивирусное программное обеспечение.

## Установка
Для установки программы необходимо обладать легальной копией Windows.
Лицензия предусматривает, что в случае нелегальности версии операционной системы последняя будет заблокирована.
C 28 октября 2010 года MSE поставляется как рекомендуемое обновление (KB2267621, позже — KB975959) через Windows Update,.
Также программу можно загрузить с сайта Microsoft. В Windows 8 её можно найти и загрузить через приложение Магазин Майкрософт.
Размер установочного файла в зависимости от версии Windows составляет от 11.7 до 14.4 МБ.
Системные требования к аппаратному обеспечению к Microsoft Security Essentials могут быть разными, все зависит от операционной системы. Для Windows XP требуется процессор 500 МГЦ и 256 МБ оперативной памяти. Для Windows Vista и Windows 7 антивирус требует процессор 1 ГГц и 1 ГБ оперативной памяти. Также требуется разрешение экрана 800×600 пикселей, 140 МБ свободного пространства и обязательное подключение к Интернету.

## Microsoft SpyNet
Microsoft SpyNet является онлайн-сообществом, которое помогает решать пользователям проблемы безопасности, в числе которых — как реагировать на потенциальные угрозы, помощь в выборе способа защиты, а также остановка распространения новых инфекций. Пользователи имеют возможность отправлять информационные сведения об обнаруженных вредоносных программах. Подобная информация поможет специалистам создавать новые определения вирусов для наиболее высоконадёжной защиты компьютера.
Информация, которая собирается и отправляется на сервер Microsoft, может быть разная, базовая и расширенная:
- к базовой программе относится информация, в которую включена информация о том, откуда взяты потенциальные угрозы, какие действия пользователей были применены и были ли они успешными.
- к расширенной относится дополнительная информация о вирусах, spyware, потенциально нежелательных программах, включая данные о размещении этих файлов в системе пользователя, их имена, работе и влиянии на систему. В некоторых случаях личные данные могут быть отправлены принудительно на сервер Microsoft, но сама корпорация не использует эти сведения для идентификации пользователя и связи с ним.[54]